# Lorenz Watches
Lorenz è un'azienda italiana del settore dell'orologeria, fondata nel 1934 da Tullio Bolletta col nome di La Regale. Dal 2016 è una divisione della società Leader Watch Company. L'azienda commercializza inoltre gli orologi con marchio Laurens e Bino (di proprietà), in licenza Belstaff, e distribuisce prodotti Lacoste, Tommy Hilfiger, BOSS Watches e le calcolatrici Texas Instruments Incorporated.

## Storia

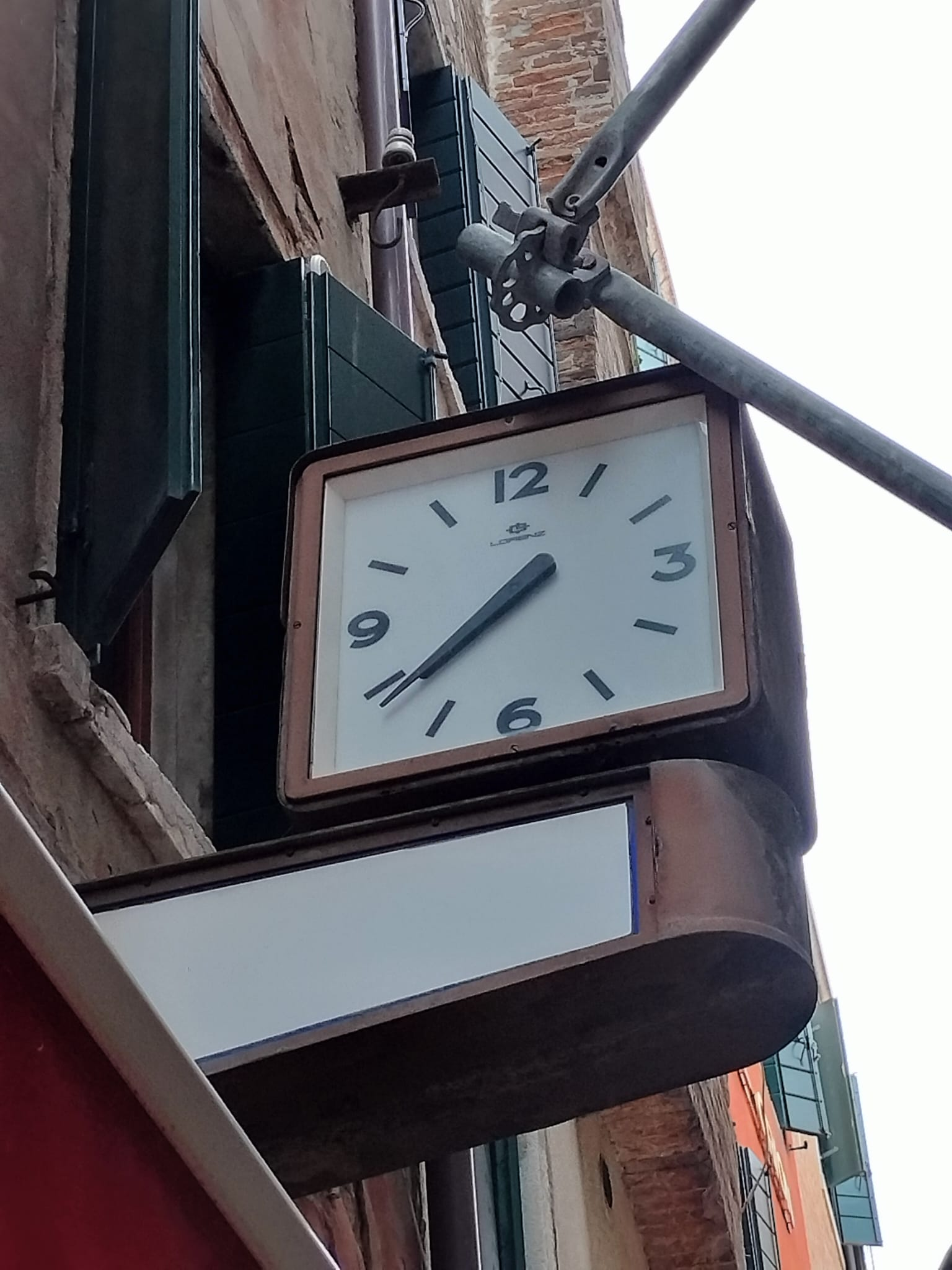
Orologio Lorenz da parete per esterni, situato a Venezia

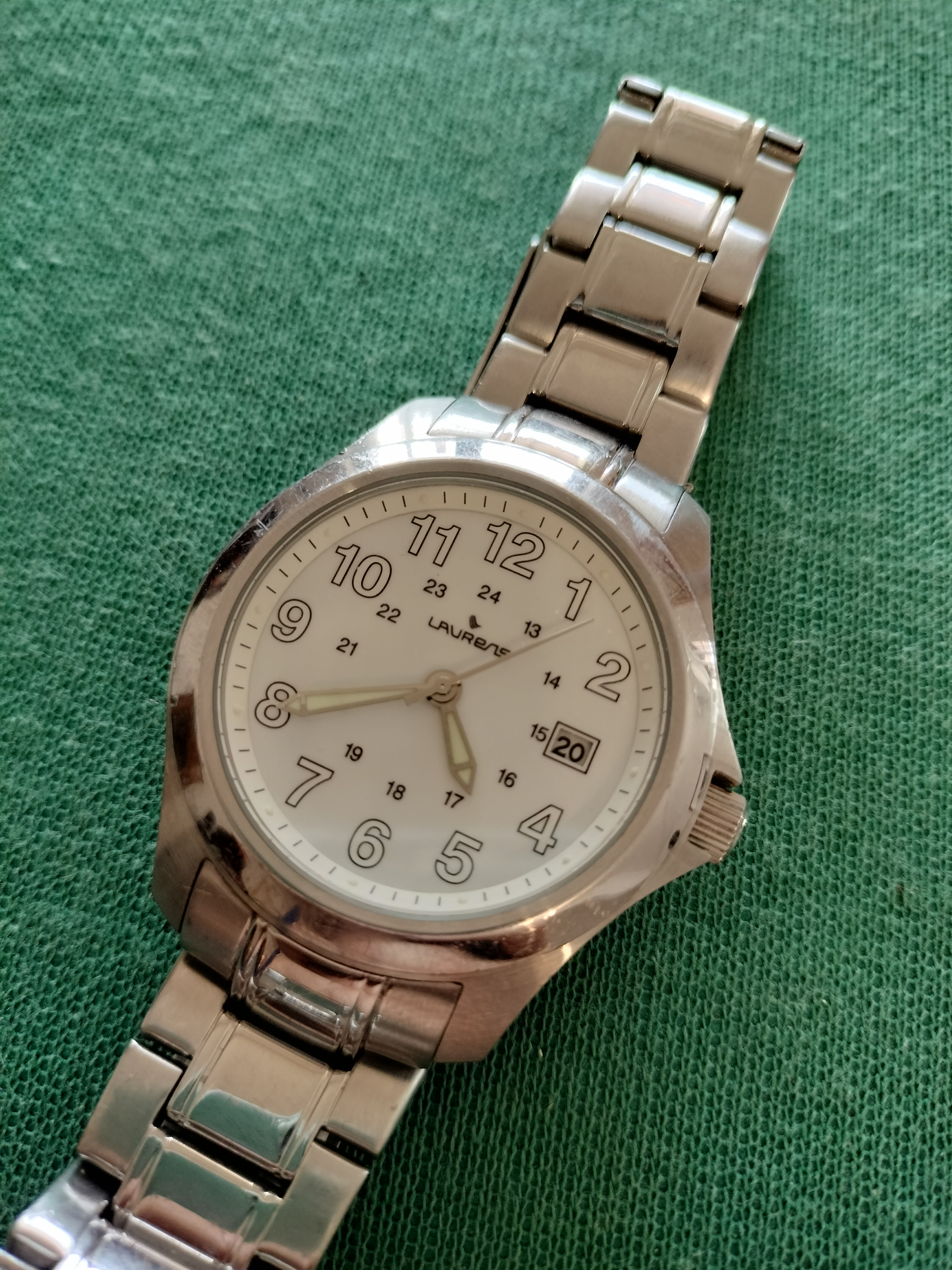
Orologio da polso Laurens, anni 2000

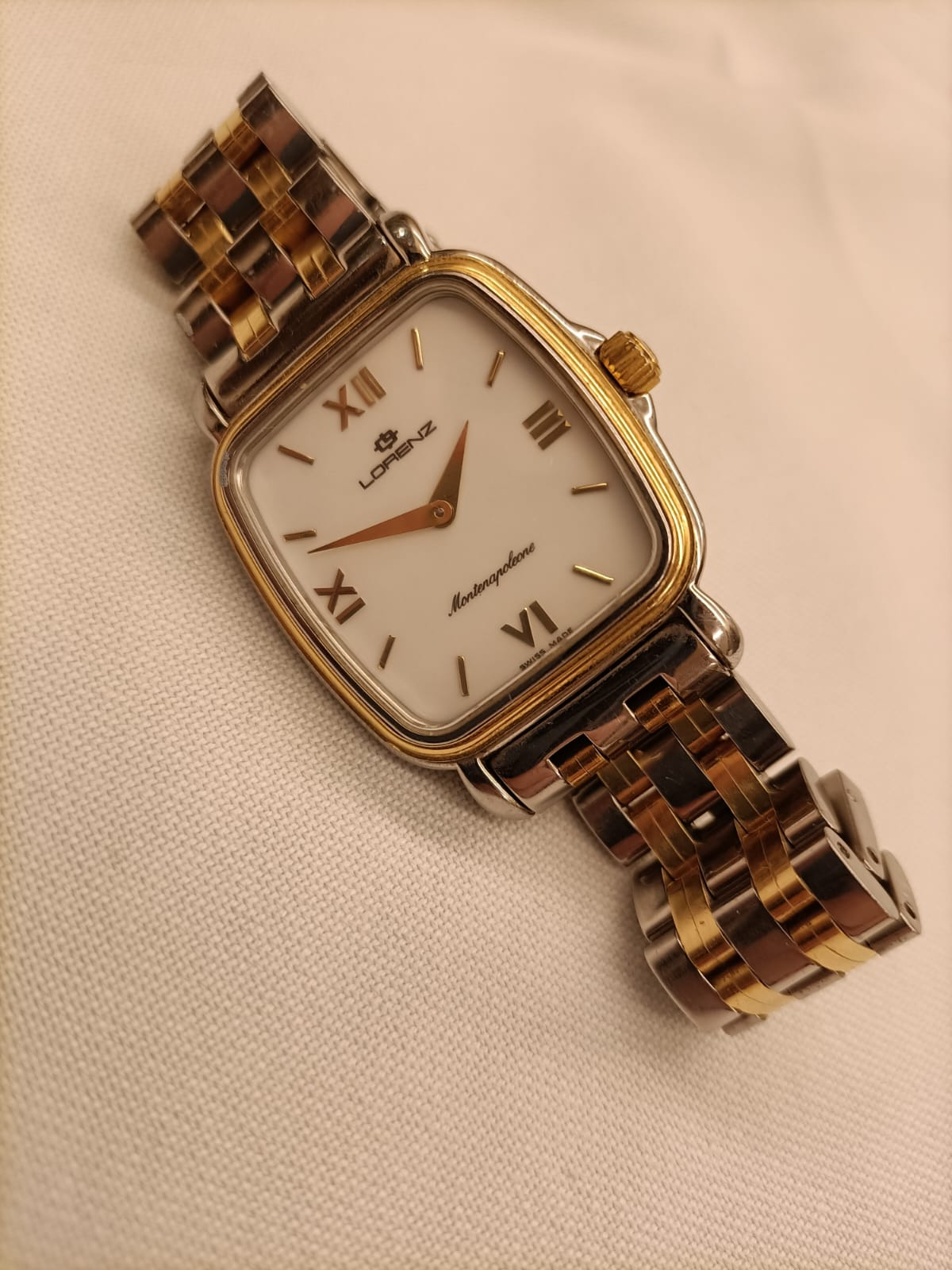
Lorenz Montenapoleone, metà anni '80 circa

Nel 1939 Tullio Bolletta brevettò il TI-BI, una soluzione per la sgrassatura e la pulizia dei complicati e microscopici ingranaggi dei meccanismi degli orologi. Ancora oggi la produzione del liquido TI-BI, ceduta nel 1979 a un'azienda esterna, è una realtà importante per il settore orologiero italiano. Negli anni cinquanta Tullio Bolletta fece produrre in Svizzera i primi orologi con movimenti meccanici a 19 e 25 rubini dotati di bilanciere Incabloc. Nel 1952 il fondatore del marchio decise di crearne un altro, che potesse affiancare Lorenz e proporre segnatempo ad un prezzo inferiore: venne scelto il nome Laurens.
Negli anni sessanta gli orologi Lorenz venivano contrassegnati dai caratteristici omino e donnina, che erano rappresentati anche nella campagna "Lorenz cammina con il progresso" poi questi simboli vennero riportati unicamente sul retro degli orologi celebrativi, così come il vecchio logo firma i quadranti delle stesse serie. In questo periodo inizia la collaborazione tra Lorenz e l'azienda svizzera Aquastar, specializzata nella realizzazione di orologi subacquei. 
Nel 1960 l'azienda vince il Premio Compasso d'oro per la realizzazione, nel 1959 da parte di Tullio Bolletta e Richard Sapper, del modello da tavolo Lorenz Static, iconico e ancora prodotto. Il modello Static nasce dall'acquisto, da parte dell'azienda orologiera, di numerosi movimenti timer realizzati in tempo di guerra per essere inseriti in siluri. Proprio per via della loro funzione originaria, questi movimenti sono stati inseriti in orologi da tavolo dalla forma "a siluro". Nel corso del tempo il movimento è stato poi sostituito e integrato con varie complicazioni, come la sveglia, e anche l'alimentazione è stata modificata, passando da un calibro elettromeccanico a un movimento al quarzo.
È proprio su alcuni orologi da tavolo, sul finire di questo decennio, che appare il logo Lorenz che conosciamo noi oggi: un quadrato e una L, che riproducono in maniera stilizzata un quadrante con due lancette. Prima di questo logo veniva riportato sui quadranti il nome dell'azienda in corsivo, talvolta sormontato da una corona a quattro punte. In questo periodo Lorenz si è anche affermata come importatore italiano del marchio orologiero svizzero Edox, motivo per il quale è possibile trovare alcuni segnatempo con il doppio marchio Lorenz Edox sul quadrante.
È degli anni settanta invece il Directime, un salterello con movimento automatico realizzato dalla svizzera AS. Oltre a orologi da polso eleganti, la casa milanese prosegue la realizzazione di orologi da sub, grazie alla componentistica e alla competenza di Edox, del quale Lorenz diventa importatore italiano proprio a partire dagli anni Settanta. È frequente quindi trovare questi orologi con doppio nome Lorenz-Edox. Una dei più importanti esempi di questa collaborazione è data dall'Hydro-Sub, resistente fino a 500 metri di impermeabilità.

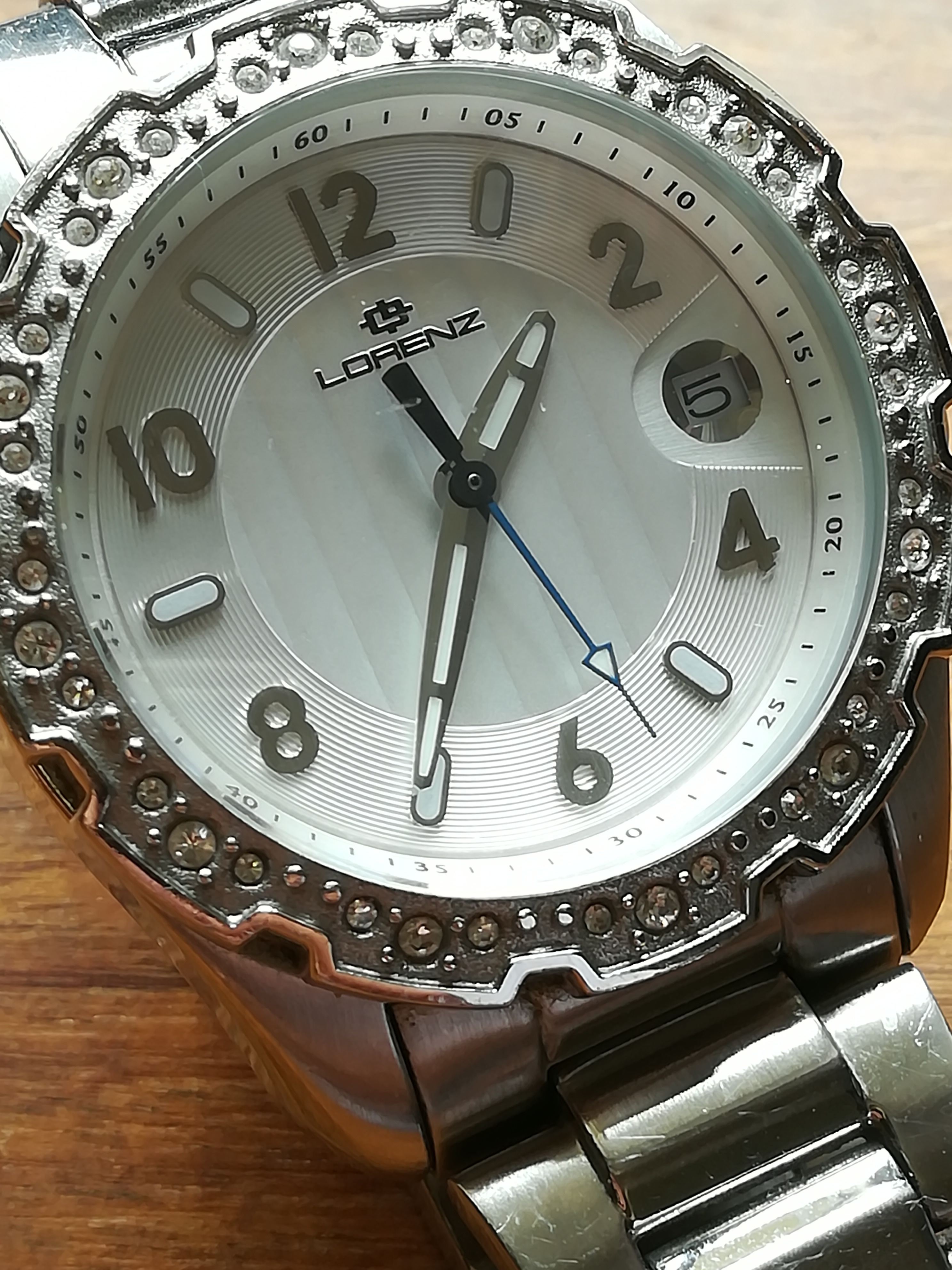
Lorenz da donna al quarzo, metà anni 2010

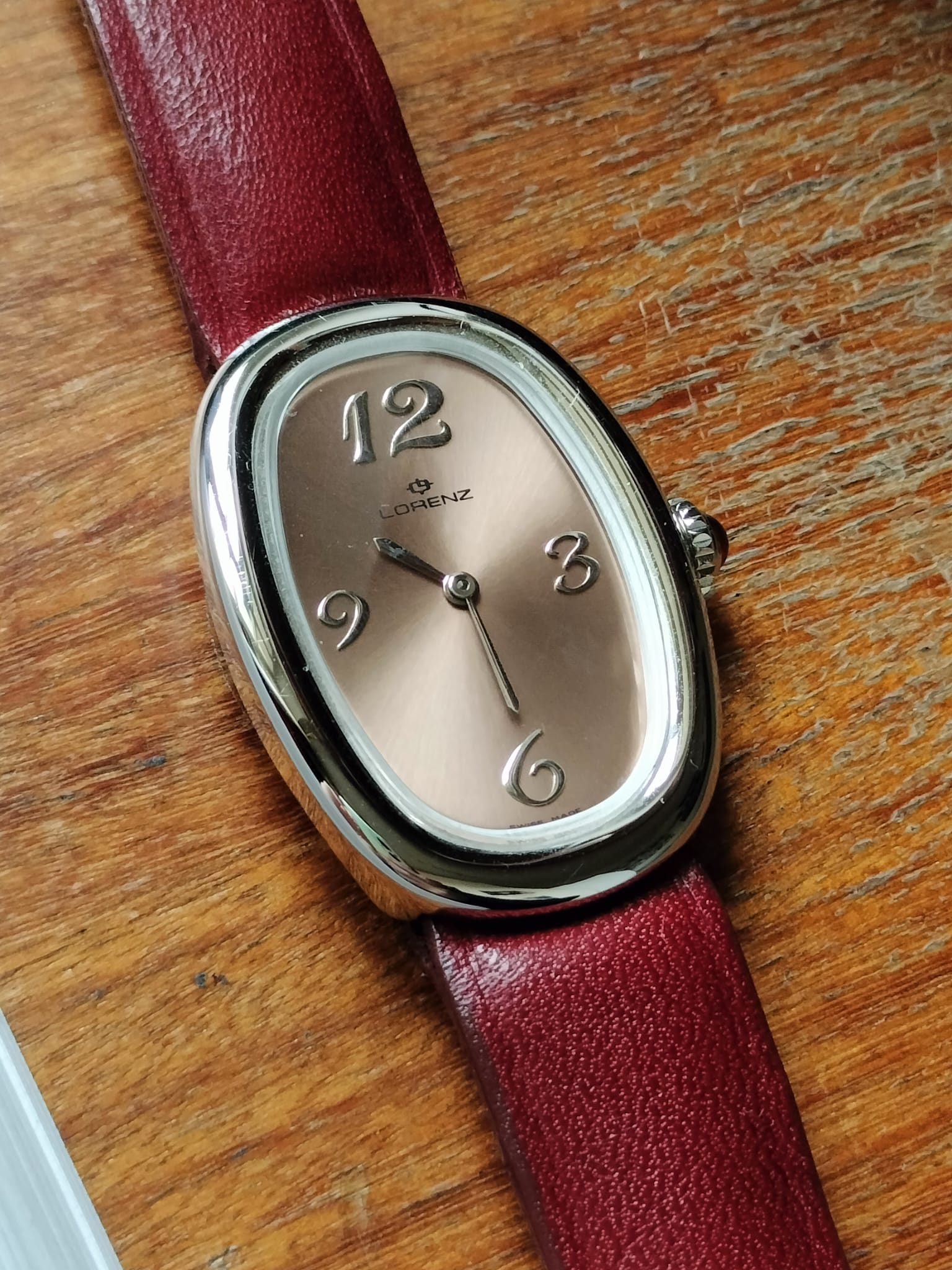
Lorenz con cassa di forma da donna, anni 2010 circa

Negli anni ottanta si diffonde la collezione Montenapoleone, per uomo e donna. Lorenz si afferma anche come distributore dell'elegante marchio orologiero italiano Bertolucci, ideato dall'imprenditore Remo Bertolucci, e Neos, che realizza orologi da polso e da tavolo colorati e fantasiosi. È dello stesso periodo anche la collezione Montecarlo, i cui orologi sono prettamente sportivi e alcuni di essi si rifanno all'estetica degli Orfina Porsche Design coevi. Sempre negli anni Ottanta nascono altre collezioni votate alla vita in acqua, come i modelli Acapulco e Ouragan, alcuni dei quali richiamano l'estetica dei TAG Heuer e dei Rolex coevi.

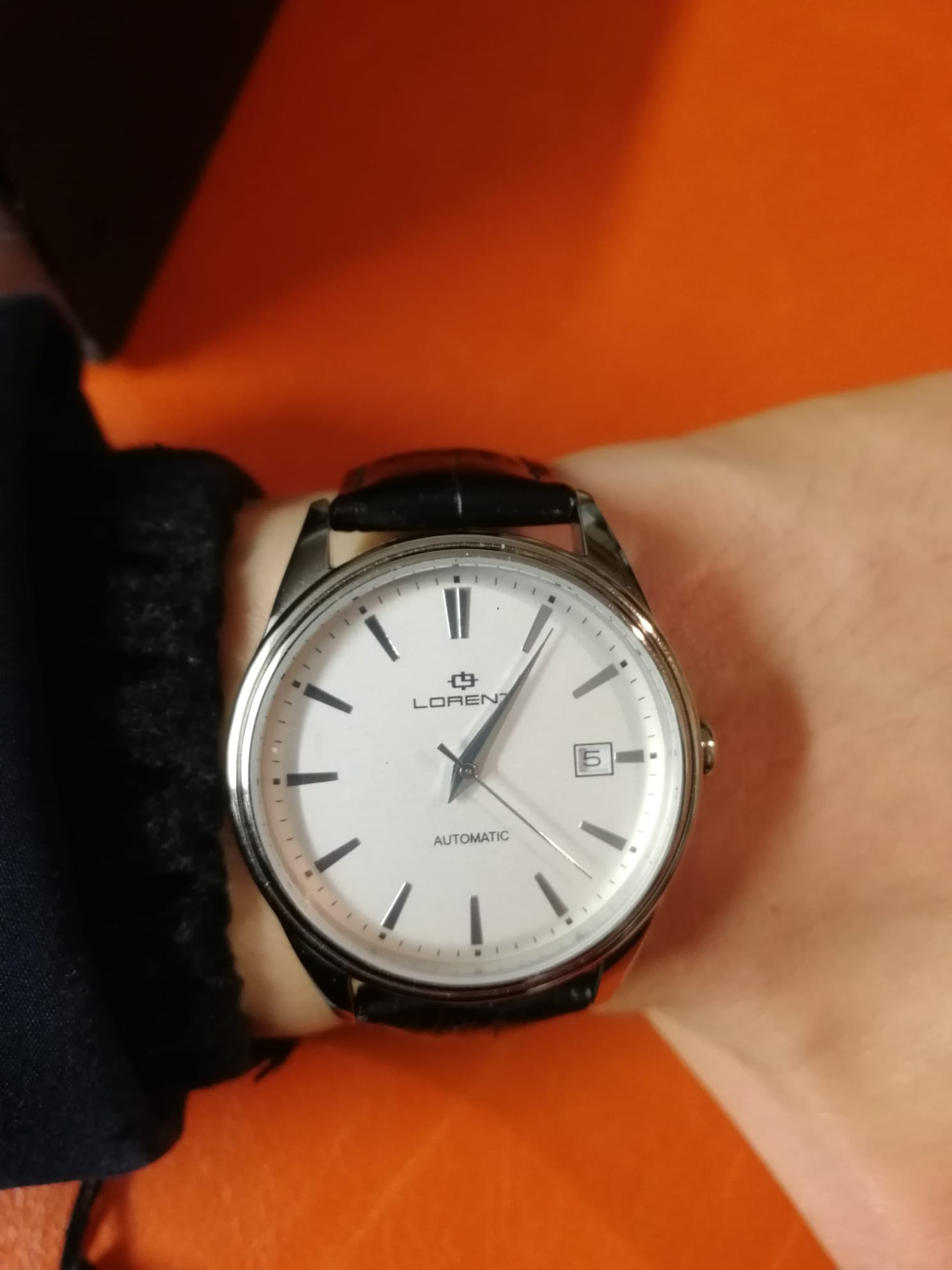
Lorenz a carica automatica con cassa in acciaio

Nel 2008 l'azienda ottiene un altro Compasso d'oro per la realizzazione del segnatempo da polso Neos.Nel 2016 l'azienda viene acquisita dalla holding Leader Watch Company. Nel 2017 è tornato in produzione lo Static, con un calibro tedesco di realizzazione Junghans.

## Prodotti
Lorenz produce orologi e cronografi sia da donna sia da uomo e orologi da tavolo.

### Collezioni
Una lista non esaustiva delle collezioni prodotte dalla casa italiana, comprende:
- Montenapoleone (1984) - collezione che celebra il cinquantesimo anniversario
- Neos (1986) - disegnata da George J. Sowden e Nathalie du Pasquier. Nel 2007 alcuni pezzi storici Neos sono stati battuti all'asta da Christie's a Londra.

## Designer
L'azienda ha collaborato con diversi designer. La collaborazione tra Richard Sapper e Lorenz avvenne all'inizio della carriera del designer, quand'egli era poco più che ventenne. Trasferitosi in Italia nel 1957 per lavorare negli studi di Giò Ponti e Marco Zanuso, incontrò la segretaria del Compasso d'Oro, allora gestito dal gruppo La Rinascente. Questa gli diede il contatto di Tullio Bolletta che era alla ricerca di qualche abile artista, capace di disegnargli l'orologio in grado di vincere il Compasso d'Oro. Sapper lo contattò e Bolletta decise di dare fiducia al giovane. Un anno dopo, Lorenz mise in produzione lo Static, che vinse il compasso d'oro nel 1960. Static è dunque il primo prodotto che Sapper firma nella sua carriera di designer. Lo Static fa parte delle collezioni permanenti di alcuni dei musei di arte moderna più importanti al mondo, come ad esempio il MOMA di New York, la Triennale di Milano o il Design Museum di Salonicco.

## Riconoscimenti
L'azienda ha vinto diversi riconoscimenti. In particolare:
- Compasso d'oro
  - orologio da tavolo Static (Richard Sapper, 1960)
  - orologio da polso Neos (CulDeSac, 2007)[5]
- Red Dot Design Award
  - orologio da polso Neos (CulDeSac, 2008)[5]